# Ster (symbool)
Een ster is een veelhoekige puntige figuur die gewoonlijk symbool staat voor het lichtgevende hemellichaam waaraan ze haar naam ontleent. Dergelijke figuren komen voor in verschillende vormen en tradities. Sterren kunnen driepuntig, vijfpuntig, twaalfpuntig, enz. zijn. Al eeuwenlang wordt gespeculeerd over de betekenis, oorsprong en de voorspellende eigenschappen. Sterren gelden als symbool voor de kosmische orde, vanwege hun waargenomen baan om de poolster. Zo hebben zij naast de betekenissen in de astrologie, ook vaak een symbolische waarde vanuit de monotheïstische tradities. De blinkende 'morgenster' staat bijvoorbeeld symbool voor Christus, en de ontelbare sterren zijn voor het jodendom nakomelingen van Abraham. In veel mythologieën worden ze ook opgevat als in de hemel opgenomen gestorvenen.

## Pentagram

Vijfpuntige ster

Davidster

Het pentagram is een vijfpuntige ster en een van de oudste symbolen ter wereld: het werd reeds meer dan 4000 jaar voor Christus gebruikt. Het woord stamt van het Griekse πεντάγραμμον (pentagrammon), hetgeen vijf lijnen betekent. Het pentagram wordt tegenwoordig gebruikt als symbool in de esoterie en het occultisme. Het uit de middeleeuwen daterende wapen van Maastricht toont een witte vijfpuntige ster op een rood veld.

## Hexagram
Een hexagram is een zespuntige sterveelhoek, bestaande uit twee in elkaar geschoven driehoeken. 
Een bekend voorbeeld van een hexagram is het Salomonszegel of davidschild. In het gebruik hiervan in de vlag van Israël heet deze de davidster.

## Tradities

### Joodse traditie
In de joodse traditie wordt elke ster bewaakt door een engel. Daarvan afgeleid staan sterren soms symbool voor de overledenen. Sterrenbeelden zouden samenwerkingen zijn van kosmische krachten.

### Christelijke traditie
In de christelijke traditie worden sterren in verband gebracht met het hemelse gebeuren. Stella Maris (Latijn voor Sterre der Zee) betekent Maria en zij wordt in de iconografie vaak omgeven door sterren of door een stervormige nimbus, de bekende heiligenschijn die vaak om religieuze figuren staat geschilderd.
Naar aanleiding van Genesis 15:6, waar God aan Abram  een nageslacht zo groot als het aantal sterren aan de hemel belooft, staan sterren ook vaak symbool voor Abrahams nageslacht (de Joden).
In de Openbaring van Johannes 22:16 noemt Jezus zichzelf "blinkende morgenster". De zeven planeten komen overeen met de sterren uit dit boek en de twaalf sterrenbeelden worden in verband gebracht met Jezus' discipelen.
De bekende kerstster uit het kerstverhaal wordt in de kunst nog vaak afgebeeld als komeet. Deze heeft vermoedelijk meer overeenkomsten met de zespuntige ster in het zonnerad.

### Avondlandse traditie

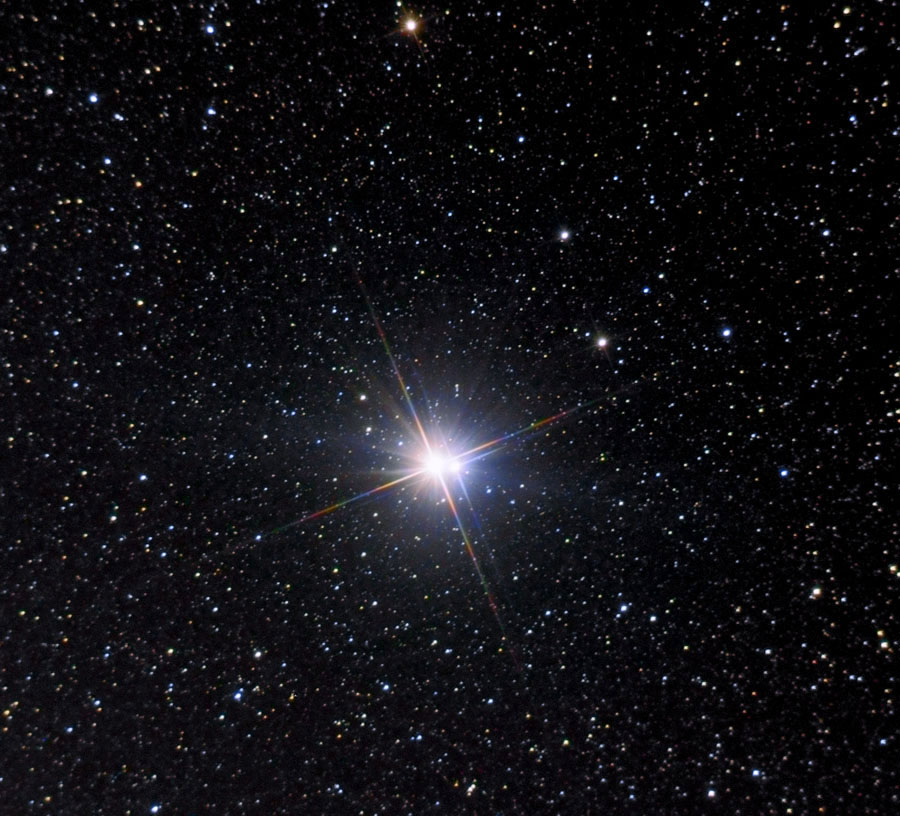
Albireo (beta Cygni), een heldere ster in het sterrenbeeld Zwaan

In de Europese astrologie worden bepaalde sterren met elkaar in groepen verdeeld, de zogenaamde sterrenbeelden. In een Babylonische tekst van circa vier eeuwen voor het begin van de gemeenschappelijke jaartelling worden deze al genoemd. Ram, Kreeft, Weegschaal en Steenbok worden veelal in verband gebracht met de aartsengelen Gabriël, Uriël, Rafaël en Michaël. Waterman, Schorpioen, Leeuw en Stier houden in de Avondlandse traditie verband met de wachters van de vier windstreken der aarde aan het einde der tijden. Tweelingen, Schutter, Maagd en Vissen vormen het beweeglijke kruis en ten slotte hoort de Stier bij Lucas, de Arend bij Johannes, de mens of engelen bij Mattheüs en de Leeuw bij Marcus.